# Leptacis coryphe
Leptacis coryphe är en stekelart som beskrevs av Peter Neerup Buhl 1998. Leptacis coryphe ingår i släktet Leptacis och familjen gallmyggesteklar. Arten är reproducerande i Sverige. Inga underarter finns listade i Catalogue of Life.